# Valín (Piñera)
Valín (oficialmente y en asturiano: El Valín) es un lugar de la parroquia de Piñera, concejo de Castropol, en la comarca del Eo-Navia, Principado de Asturias, España.